# Іллінка (Сватівський район)
Іллі́нка — село в Україні, у Троїцькій селищній громаді Сватівського району Луганської області. Населення становить 65 осіб. Орган місцевого самоврядування — Новоолександрівська сільська рада.
За даними на 1864 рік у казенному селі Куп'янського повіту Харківської губернії мешкало 373 особи (185 чоловічої статі та 192 — жіночої), налічувалось 41 дворове господарство.
Станом на 1885 рік у колишньому державному селі Покровської волості мешкало 656 осіб.
За переписом 1897 року кількість мешканців зросла до 690 осіб (348 чоловічої статі та 342 — жіночої), з яких всі — православної віри.

## Населення

### Мова
Розподіл населення за рідною мовою за даними перепису 2001 року:
| Мова       | Кількість | Відсоток |
| ---------- | --------- | -------- |
| російська  | 54        | 83.08%   |
| українська | 11        | 16.92%   |
| Усього     | 65        | 100%     |